# Cheilopogon dorsomacula
Cheilopogon dorsomacula е вид лъчеперка от семейство Летящи риби (Exocoetidae). Видът не е застрашен от изчезване.

## Разпространение и местообитание
Разпространен е в Еквадор и Перу.
Обитава крайбрежията на морета в райони с тропически и умерен климат.

## Описание
На дължина достигат до 23 cm.